# パンタイ・ダラム駅
パンタイ・ダラム駅（パンタイ・ダラムえき、マレー語:Stesen Pantai Dalam）はマレーシアのクアラルンプールにある、マレー鉄道の駅。
当駅に乗り入れている路線は、線路名称上はポート・クラン支線であるが、運転系統上はKTMコミューターのポート・クラン線として案内される。

## 歴史
- 1886年9月15日 - クアラ・ルンプール - （ポート・クラン分岐点） - スンガイ・クラン間開業。
- 1995年8月28日 - 駅開業。KTMコミューター スントゥル - シャー・アラム間運行開始。

## 駅構造
相対式ホーム2面2線をもつ地上駅である。

## 隣の駅
マレー鉄道
2 ポート・クラン線
アンカサプリ駅 (KD02) - パンタイ・ダラム駅 (KD03) - プタリン駅 (KD04)